# Ashita no Nadja
Ashita no Nadja (яп. 明日のナージャ, Завтрашня Надя) — аніме-серіал студії Toei Animation, який вперше транслювався у 2003—2004 роках. Складається загалом з 50 серій. На основі серіалу було також видано 2 томи манґи. 3 серпня 2017 було оголошено, про продовження у вигляді ранобе, яке вийшло 12 вересня того ж року.

## Сюжет
Ashita no Nadja оповідає про пригоди дівчинки-сироти, яка приєдналася до групи виконавців, щоб знайти свою маму.

## Персонажі

### Кульбаба Трупа
- Надя Епплфілд (яп. ナージャ・アップルフィールド Nāja Appurufīrudo)
- Джордж Хаскілл (яп. ゲオルグ・ハスキル, Georugu Hasukiru)
- Анна Петрова (яп. アンナ・ペトロワ, Anna Betorowa)
- Сільві Арте (яп. シルヴィー・アルテ, Shiruvī Arute)
- Абель Гейгер (яп. アーベル・ガイガー, Āberu Gaigā)
- Томас О'Брайен (яп. トーマス・オブライアン, Tōmasu Oburaian)
- Кенносуке Цуругі (яп. ツルギ・ケンノスケ, Tsurugi Kennosuke)
- Рита Росі (яп. リタ・ロッシ, Rita Rosshi)